# 戸沢正良
戸沢 正良（とざわ まさすけ）は、出羽新庄藩の第7代藩主。

## 生涯
宝暦12年（1762年）閏4月16日（『寛政重修諸家譜』では宝暦11年（1761年））、第5代藩主・正諶の次男として生まれる。安永9年（1780年）、兄の第6代藩主・正産の死去により養子として家督を継ぐ。同年12月28日、従五位下、主計頭に叙任された。
藩政においては藩財政難の上、天明3年（1783年）からの天明の飢饉に苦しみ、家臣に対する給与においても飯代を払うのみとまでなってしまったとされている。天明6年（1786年）8月10日（『寛政重修諸家譜』では8月16日）に死去した。享年25（または26）。
実子が無く、従兄弟の正親が養子となり跡を継いだ。

## 系譜
父母
- 戸沢正諶（実父）
- 心涼院 - 側室（実母）
- 戸沢正産（養父）

正室
- 酒井忠仰の娘

養子
- 戸沢正親 - 戸沢正備の長男